# William Penn (Admiral)
Sir William Penn (* 23. April 1621 in Bristol; † 16. September 1670 in Wanstead) war ein englischer Admiral des 17. Jahrhunderts.

## Leben

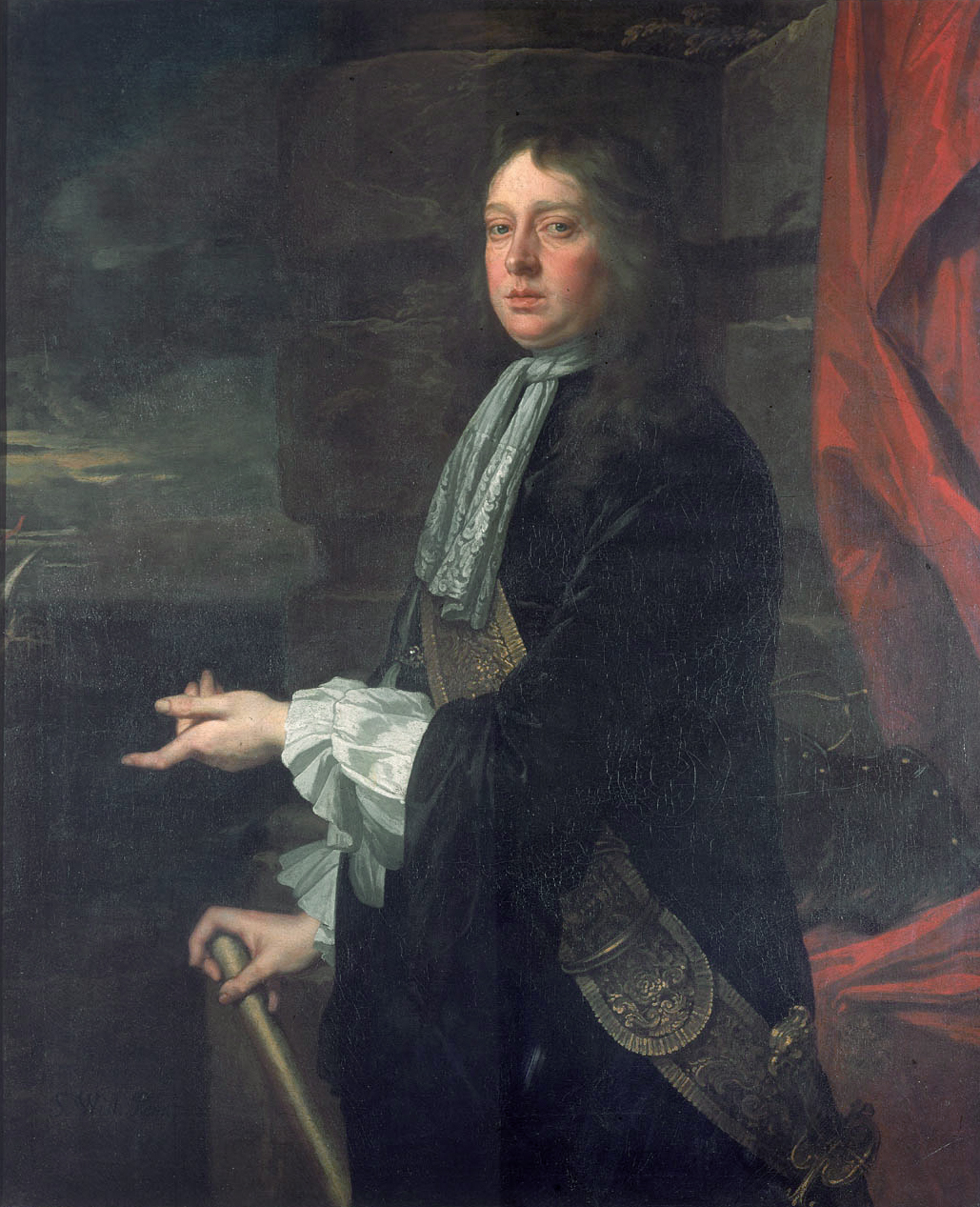
Admiral Sir William Penn, 1621–1670, gemalt 1665–1666 von Sir Peter Lely

Penn war der Sohn von Giles Penn und Joan Gilbert. Am 6. Juni 1643 heiratete er Margaret Jasper – sie hatten drei Kinder: Margaret, Richard und William, den späteren Gründer von Pennsylvania.
Im Ersten Englisch-Niederländischen Seekrieg (1652–1654) diente er in der Marine des Commonwealth of England und befehligte Geschwader in den Seeschlachten von Kentish Knock, Portland, Gabbard und Scheveningen. Im Jahr 1655 befehligte er die Flotte (die Landstreitkräfte befehligte Robert Venables), die, im Rahmen des Western Designs, die spanische Insel Hispaniola angriff – und im Mai des Jahres Soldaten in Jamaika landete, die die Insel eroberten. 1658 wurde er zum Knight Bachelor geschlagen, jedoch fand die republikanische Ritterwürde nach der Stuart-Restauration keine Anerkennung mehr. Während der Stuart-Restauration wurde er ausgewählt, König Karl II. nach England zu holen.
Im Zweiten Englisch-Niederländischen Seekrieg (1665–1667) war er Kommandant in der Flotte in der Seeschlacht bei Lowestoft. Beim Großen Brand von London im September 1666 half er durch Sprengungen bei der Feuerbekämpfung.
Wichtige Quelle über das Leben des erwachsenen Penn ist das Tagebuch von Samuel Pepys, mit dem er seit 1660 im Marineamt (Navy Board) zusammenarbeitete. Nach Pepys Angaben war Penn ein moderater Roundhead (= Anhänger des Parlaments).
Penns Grab befindet sich in der Kirche St Mary Redcliffe in Bristol, dort hängen auch sein Helm und seine Halbrüstung an einer Mauer.